# Мелетьева, Серафима Николаевна
Серафима Николаевна Мелетьева (при рождении Росова) — игумения католической церкви византийского обряда или, по другой терминологии принадлежала к греко-католической церкви синодальной или российской традиции Русского апостолата в Русском Зарубежье.
О её мирском имени и происхождении имеется несколько версий, основанных на архивных документах и письмах из архива издательства «Жизнь с Богом» в Брюсселе:

## Биография
Серафима Росова родилась в Ставрополе 29 апреля 1886 году (по старому стилю) в семье врача Николая Росова (14.10.1850 — 27.03.1891) и его законной жены Юлии (урожденной Данилевская) (2.03.1860 — 21.11.1893).
Серафима Росова (Стеблик-Каменская) в 1896 году училась в Санкт-Петербурге, игуменья с 1929 года.
Епископ Павел Мелетьев, выдававший её за свою сестру, нигде в документах не указывал имена своих родителей, таким образом игумения Серафима могла быть, либо его сводной сестрой, либо просто «сестрой во Христе».
С 1944 года в эмиграции, в 1946 году вместе с епископ Павлом Мелетьевым перешла из православия в католицизм.
Проживала в центре «Восточно-христианский очаг» при издательстве «Жизнь с Богом» в Брюсселе по адресу: avenue de la Couronne, 206, участвовала в богослужениях при храме Благовещения Пресвятой Богородицы.
Похоронена в Брюсселе на кладбище коммуны Волюве-Сен-Пьер.
Часть документов личного характера и книги игумении имеются в архиве «Христианской России» в Сериате, Италия.